# Droga wojewódzka 794
Die Droga wojewódzka 794 (DW 794) ist eine 93 Kilometer lange Droga wojewódzka (Woiwodschaftsstraße) in der polnischen Woiwodschaft Kleinpolen und der Woiwodschaft Schlesien, die Kraków mit Koniecpol verbindet. Die Strecke liegt in der kreisfreien Stadt Kraków, im Powiat Krakowski, im Powiat Olkuski, im Powiat Zawierciański und im Powiat Częstochowski.

## Streckenverlauf
Woiwodschaft Kleinpolen, Kreisfreie Stadt Kraków
-  Kraków (Krakau) (A 4, S 7, DK 7, DK 44, DK 75, DK 79, DK 94, DW 774, DW 776, DW 780)

Woiwodschaft Kleinpolen, Powiat Krakowski
- Zielonki
- Trojanowice
- Januszowice
- Przybysławice
- Brzozówka Korzkiewska
- Świńczów
- Cianowice Małe
- Cianowice
-  Skała (DW 773)
- Zacisze
- Wielmoża

Woiwodschaft Kleinpolen, Powiat Olkuski
- Milonki
- Zadroże
- Trzyciąż
- Chełm
-  Wolbrom (DW 783)
- Dłużec
- Kąpiele Wielkie
- Strzegowa

Woiwodschaft Schlesien, Powiat Zawierciański
- Smoleń
-  Pilica (Pilitza) (DW 790)
- Dzwonowice
- Sierbowice
-  Pradła (DK 78)
- Biała Błotna
- Wilków
- Sadowie

Woiwodschaft Schlesien, Powiat Częstochowski
-  Lelów (DK 46, DW 789)
- Drochlin
-  Koniecpol (DW 786)